# Паперно, Александра Михайловна
Александра Михайловна Паперно (10 марта 1978, Москва) — российский художник.

## Биография
Александра Паперно родилась в 1978 году в Москве. В 13 лет вместе с родителями переехала в США. В 2000 году окончила в Нью-Йорке университет Cooper Union со степенью бакалавра искусств, где училась у Дори Эштон, Дона Кунса, Джан Берто Ванни, Роберта Брира и Ханса Хааке.
Первая персональная выставка состоялась в 2004 году в Государственном центре современного искусства (ГЦСИ, Москва). С тех пор её персональные выставки многократно проходили в галереях и музеях в России и за рубежом – в Московском музее современного искусства, Государственном музее архитектуры им. Щусева, Stella Art Foundation, в галереях GMG, Paperworks (Москва), в музее Лапидариум (Новиград) и других. Работы Александры Паперно также демонстрировались в основных проектах Пражской биеннале современного искусства (2005, кураторы Джанкарло Политии Хелена Контова), 5‑й Московской биеннале современного искусства (2013), 4‑й Уральской индустриальной биеннале (2017), Триеннале российского современного искусства (2017), 8-й Биеннале современного искусства в Салониках (2023) и других.
В 2015 году была выбрана экспертным советом ярмарки современного искусства Cosmoscow «Художником года». В том же году была автором идеи и куратором (совместно с Екатериной Иноземцевой и Натальей Нусиновой) выставки «Кинотеатр повторного фильма», представленной в рамках 6-й Московской биеннале, прошедшей осенью 2015 года. Выставка была показана в павильоне ВДНХ «Круговая кинопанорама», а месяц спустя — в Центре современной культуры «Смена» (Казань). В 2023 году в рамках направления «Полевые исследования» музея Гараж работала над исследовательским проектом «Домик на ножках»
Живёт и работает в Москве и Коломне.

## Коллекции
- Государственная Третьяковская галерея, Москва.
- Московский музей современного искусства, Москва.
- M HKA Музей современного искусства (Антверпен), Бельгия.
- Государственный центр современного искусства, Москва.
- Фонд «Виктория — Искусство Быть Современным», Москва.
- Коллекция Saint Ann's School[англ.], Нью-Йорк.
- Фонд Современный город, Москва.
- Фонд Владимира Смирнова и Константина Сорокина, Москва.
- Simple Art [11], Москва.
- Outset Contemporary Art Fund, Лондон.
- Коллекция Luziah Hennessy, Франция.
- Aksenov Family Foundation [12], Вена.
- Корпоративная коллекция Газпромбанка [13], Москва.

## Персональные выставки
- 2023 — «Отмененные созвездия». Ени-Джами, Салоники.[14]
- 2018 — «Любовь к себе среди руин». Флигель «Руина» Музея архитектуры, Москва.[15][16][17][18]
- 2018 — «Отменённые созвездия». Galerie Volker Diehl, Берлин.
- 2015 — «Об обустройстве сна шестой пятилетки». Центр современной культуры «Смена», Казань.[19][20]
- 2015 — «Пространство картины» (совм. с Юрием Пальминым). Галерея «Роза Азора», Москва.
- 2012 — «Стены». Флигель «Руина» Музея архитектуры, Москва[21].
- 2011 — «Birding». Галерея «Виктория», Самара.[3][22]
- 2010 — «Birding». Галерея GMG, Москва.[23]
- 2010 — «Parietes». Музей Lapidarium, Новиград (Истрия).
- 2010 — «Жилплощадь/Living Space» (совм. с Алексеем Душкиным). Галерея «Paperworks», Москва.[24][25]
- 2009 — «Популярная астрономия». Московский музей современного искусства, Москва.
- 2007 — «Александра Паперно. Живопись». Фабрика «Красная роза», Москва.
- 2006 — «Карты звездного неба». Галерея Стелла Арт, Москва.[26][27][28]
- 2004 — «Александра Паперно. Живопись». ГЦСИ, Москва.